# Nymphaster moebii
Nymphaster moebii is een zeester uit de familie Goniasteridae.
De wetenschappelijke naam van de soort werd in 1884 gepubliceerd door Théophile Rudolphe Studer.